# Mondphasen (Tabelle)
Diese Tabelle enthält die Mondphasen für 2024 bis 2026. Uhrzeit in MEZ. Werte gelten für 50° nördl. Breite und 10° östl. Länge.

## Tabelle

### 2024
| Zyklus | Neumond             | zun. Halbmond       | Vollmond            | abn. Halbmond       | syn. Monatslänge |
| Zyklus | 🌑                  | 🌓                  | 🌕                  | 🌗                  | syn. Monatslänge |
| ------ | ------------------- | ------------------- | ------------------- | ------------------- | ---------------- |
| 1250   | 11. Jan., 12:57 Uhr | 18. Jan., 04:52 Uhr | 25. Jan., 18:54 Uhr | 3. Feb., 00:18 Uhr  | 29d 11h 02m      |
| 1251   | 9. Feb., 23:59 Uhr  | 16. Feb., 16:00 Uhr | 24. Feb., 13:30 Uhr | 3. Mär., 16:23 Uhr  | 29d 10h 01m      |
| 1252   | 10. Mär., 10:00 Uhr | 17. Mär., 05:10 Uhr | 25. Mär., 08:00 Uhr | 2. Apr., 05:14 Uhr  | 29d 09h 20m      |
| 1253   | 8. Apr., 20:20 Uhr  | 15. Apr., 21:13 Uhr | 24. Apr., 01:48 Uhr | 1. Mai , 13:27 Uhr  | 29d 09h 01m      |
| 1254   | 8. Mai , 05:21 Uhr  | 15. Mai , 13:48 Uhr | 23. Mai , 15:53 Uhr | 30. Mai , 19:12 Uhr | 29d 09h 16m      |
| 1255   | 6. Jun., 14:37 Uhr  | 14. Jun., 07:18 Uhr | 22. Jun., 03:07 Uhr | 28. Jun., 23:53 Uhr | 29d 10h 20m      |
| 1256   | 6. Jul., 00:57 Uhr  | 14. Jul., 00:48 Uhr | 21. Jul., 12:17 Uhr | 28. Jul., 04:51 Uhr | 29d 12h 16m      |
| 1257   | 4. Aug., 13:13 Uhr  | 12. Aug., 17:18 Uhr | 19. Aug., 20:25 Uhr | 26. Aug., 11:25 Uhr | 29d 14h 42m      |
| 1258   | 3. Sep., 03:55 Uhr  | 11. Sep., 08:05 Uhr | 18. Sep., 04:34 Uhr | 24. Sep., 20:49 Uhr | 29d 16h 54m      |
| 1259   | 2. Okt., 20:49 Uhr  | 10. Okt., 20:55 Uhr | 17. Okt., 13:26 Uhr | 24. Okt., 10:03 Uhr | 29d 17h 58m      |
| 1260   | 1. Nov., 13:47 Uhr  | 9. Nov., 06:55 Uhr  | 15. Nov., 22:28 Uhr | 23. Nov., 02:27 Uhr | 29d 17h 34m      |
| 1261   | 1. Dez., 07:21 Uhr  | 8. Dez., 16:26 Uhr  | 15. Dez., 10:01 Uhr | 22. Dez., 23:18 Uhr | 29d 16h 05m      |
| 1262   | 30. Dez., 23:26 Uhr |                     |                     |                     | 29d 14h 09m      |

### 2025
| Zyklus | Neumond             | zun. Halbmond       | Vollmond            | abn. Halbmond       | syn. Monatslänge |
| Zyklus | 🌑                  | 🌓                  | 🌕                  | 🌗                  | syn. Monatslänge |
| ------ | ------------------- | ------------------- | ------------------- | ------------------- | ---------------- |
| 1262   |                     | 7. Jan., 00:56 Uhr  | 13. Jan., 23:26 Uhr | 21. Jan., 21:30 Uhr | 29d 14h 09m      |
| 1263   | 29. Jan., 13:35 Uhr | 5. Feb., 09:02 Uhr  | 12. Feb., 14:53 Uhr | 20. Feb., 18:32 Uhr | 29d 12h 09m      |
| 1264   | 28. Feb., 01:44 Uhr | 6. Mär., 17:31 Uhr  | 14. Mär., 07:54 Uhr | 22. Mär., 12:29 Uhr | 29d 10h 13m      |
| 1265   | 29. Mär., 11:57 Uhr | 5. Apr., 04:14 Uhr  | 13. Apr., 02:22 Uhr | 21. Apr., 03:35 Uhr | 29d 08h 33m      |
| 1266   | 27. Apr., 21:31 Uhr | 4. Mai , 15:51 Uhr  | 12. Mai , 18:55 Uhr | 20. Mai , 13:58 Uhr | 29d 07h 31m      |
| 1267   | 27. Mai , 05:02 Uhr | 3. Jun., 05:40 Uhr  | 11. Jun., 09:43 Uhr | 18. Jun., 21:19 Uhr | 29d 07h 29m      |
| 1268   | 25. Jun., 12:31 Uhr | 2. Jul., 21:30 Uhr  | 10. Jul., 22:36 Uhr | 18. Jul., 02:37 Uhr | 29d 08h 40m      |
| 1269   | 24. Jul., 21:11 Uhr | 1. Aug., 14:41 Uhr  | 9. Aug., 09:55 Uhr  | 16. Aug., 07:12 Uhr | 29d 10h 55m      |
| 1270   | 23. Aug., 08:06 Uhr | 31. Aug., 08:25 Uhr | 7. Sep., 20:08 Uhr  | 14. Sep., 12:32 Uhr | 29d 13h 48m      |
| 1271   | 21. Sep., 21:54 Uhr | 30. Sep., 01:53 Uhr | 7. Okt., 05:47 Uhr  | 13. Okt., 20:12 Uhr | 29d 16h 31m      |
| 1272   | 21. Okt., 14:25 Uhr | 29. Okt., 17:20 Uhr | 5. Nov., 14:19 Uhr  | 12. Nov., 06:28 Uhr | 29d 18h 22m      |
| 1273   | 20. Nov., 07:47 Uhr | 28. Nov., 07:58 Uhr | 5. Dez., 00:14 Uhr  | 11. Dez., 21:51 Uhr | 29d 18h 56m      |
| 1274   | 20. Dez., 02:43 Uhr | 27. Dez., 20:09 Uhr |                     |                     | 29d 18h 09m      |

### 2026
| Zyklus | Neumond             | zun. Halbmond       | Vollmond            | abn. Halbmond       | syn. Monatslänge |
| Zyklus | 🌑                  | 🌓                  | 🌕                  | 🌗                  | syn. Monatslänge |
| ------ | ------------------- | ------------------- | ------------------- | ------------------- | ---------------- |
| 1274   |                     |                     | 3. Jan., 11:02 Uhr  | 10. Jan., 16:48 Uhr | 29d 18h 09m      |
| 1275   | 18. Jan., 20:52 Uhr | 26. Jan., 05:47 Uhr | 1. Feb., 23:09 Uhr  | 9. Feb., 13:43 Uhr  | 29d 16h 09m      |
| 1276   | 17. Feb., 13:01 Uhr | 24. Feb., 13:27 Uhr | 3. Mär., 12:37 Uhr  | 11. Mär., 10:38 Uhr | 29d 13h 22m      |
| 1277   | 19. Mär., 02:23 Uhr | 25. Mär., 20:17 Uhr | 2. Apr., 04:11 Uhr  | 10. Apr., 06:51 Uhr | 29d 10h 28m      |
| 1278   | 17. Apr., 13:51 Uhr | 24. Apr., 04:31 Uhr | 1. Mai , 19:23 Uhr  | 9. Mai , 23:10 Uhr  | 29d 08h 09m      |
| 1279   | 16. Mai , 22:01 Uhr | 23. Mai , 13:10 Uhr | 31. Mai , 10:45 Uhr | 8. Jun., 12:00 Uhr  | 29d 06h 53m      |
| 1280   | 15. Jun., 04:54 Uhr | 21. Jun., 23:55 Uhr | 30. Jun., 01:56 Uhr | 7. Jul., 21:29 Uhr  | 29d 06h 50m      |
| 1281   | 14. Jul., 11:43 Uhr | 21. Jul., 13:05 Uhr | 29. Jul., 16:35 Uhr | 6. Aug., 04:21 Uhr  | 29d 07h 53m      |
| 1282   | 12. Aug., 19:36 Uhr | 20. Aug., 04:46 Uhr | 28. Aug., 06:18 Uhr | 4. Sep., 09:51 Uhr  | 29d 09h 50m      |
| 1283   | 11. Sep., 05:27 Uhr | 18. Sep., 22:43 Uhr | 26. Sep., 18:49 Uhr | 3. Okt., 15:25 Uhr  | 29d 12h 23m      |
| 1284   | 10. Okt., 17:50 Uhr | 18. Okt., 18:12 Uhr | 26. Okt., 05:11 Uhr | 1. Nov., 21:28 Uhr  | 29d 15h 12m      |
| 1285   | 9. Nov., 08:02 Uhr  | 17. Nov., 12:47 Uhr | 24. Nov., 15:53 Uhr | 1. Dez., 07:08 Uhr  | 29d 17h 50m      |
| 1286   | 9. Dez., 01:51 Uhr  | 17. Dez., 06:42 Uhr | 24. Dez., 02:28 Uhr | 30. Dez., 19:59 Uhr | 29d 19h 32m      |